# Marian Killar
Marian Józef Killar (ur. 3 czerwca 1918 w Samborze, zm. 30 października 1982 w Białymstoku) – polski lekarz, żołnierz ZWZ–AK, pułkownik ludowego Wojska Polskiego, wykładowca, wieloletni kierownik Katedry Medycyny Sądowej na Akademii Medycznej w Białymstoku.

## Życiorys

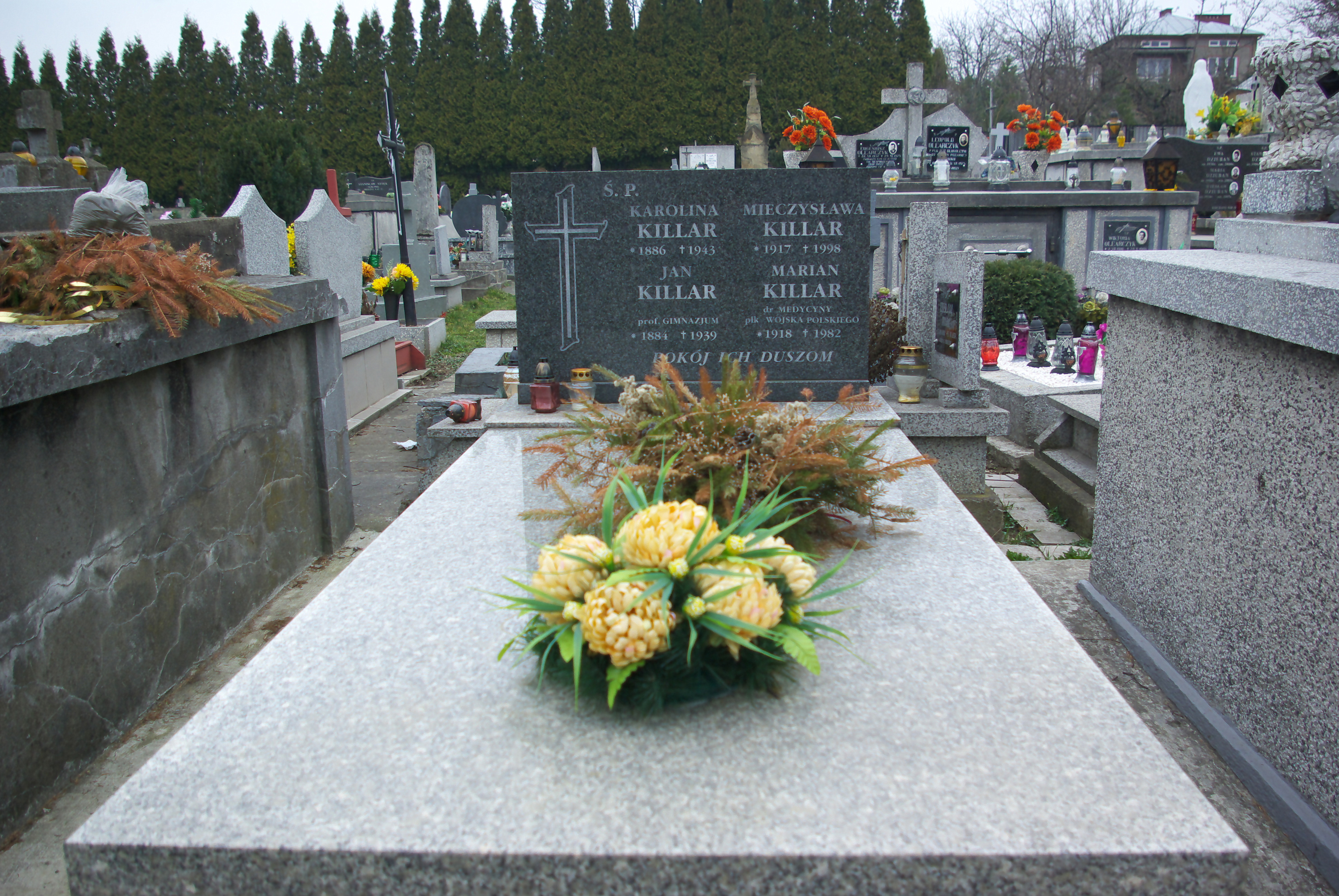
Grobowiec rodziny Killar w Sanoku

Urodził się 3 czerwca 1918 w Samborze. Był synem Karoliny (1886–1943) i Jana (1884–1939, nauczyciel i działacz społeczny). W 1936 zdał egzamin dojrzałości w Państwowym Gimnazjum im. Królowej Zofii w Sanoku (w jego klasie byli m.in. Jerzy Albert, Zbigniew Jara, Stanisław Koń). 
Podczas II wojny światowej ukończył studia medyczne w 1941 na Lwowskim Instytucie Medycznym. Uzyskał tytuł naukowy doktora. Pracował we Lwowie. Był zatrudniony na Wydziale Lekarskim Uniwersytetu Jana Kazimierza we Lwowie. Później trafił do Sanoka, gdzie pracował w szpitalu przy ulicy Stanisława Konarskiego w Sanoku. W trakcie okupacji niemieckiej był członkiem konspiracyjnej służby zdrowia w Sanoku,  działając w strukturze Związku Walki Zbrojnej, a następnie Armii Krajowej. Został aresztowany przez Niemców, po czym odzyskał wolność. Po nadejściu frontu wschodniego i wkroczeniu 3 sierpnia 1944 Armii Czerwonej do Sanoka tego dnia w szpitalu został przyjęty radziecki batalion sanitarny, zaś po odbiciu miasta przez Niemców 4 sierpnia 1944 Marian Killar pozostawał w szpitalu jako jedyny polski lekarz i udzielał pomocy przyjętym do szpitala rannym żołnierzom radzieckim. Podczas walk w sierpniu 1944 wraz z kilkoma pracownicami schronił się w piwnicy szpitala (wśród nich była pielęgniarka Salomea Zielińska).
W drugiej połowie 1944 został uznany przynależnym do gminy Sanok. Następnie pracował w służbie medycznej 2 Armii Wojska Polskiego. Po wojnie pozostawał przez wiele lat oficerem ludowego Wojska Polskiego
Został awansowany do stopnia pułkownika. Po wojnie został profesorem i wykładowcą na Akademii Medycznej w Białymstoku. Sprawował stanowisko kierownika Katedry Medycyny Wojskowej w Akademii Medycznej w Białymstoku od 1 grudnia 1954 do 1 listopada 1977
Pracował w I Klinice Chorób Wewnętrznych Akademii Medycznej w Białymstoku. Był autorem publikacji z dziedziny medycyny, także w powiązaniu z wojskowością. Pełnił funkcję lekarza sądowego na terenie województwa białostockiego.
Po latach, w 1972 Marian Killar spotkał się z uczestnikiem wojennych wydarzeń w Sanoku z sierpnia 1944, Emilem Kardinem, który opisał jego wspomnienia w swojej książce pt. Odsłonięte skrzydło. Zamieszkiwał przy ulicy Lipowej 43/4 w Białymstoku. Zmarł 30 października 1982 w szpitalu w Białymstoku. Został pochowany w grobowcu rodzinnym na cmentarzu przy ul. Rymanowskiej w Sanoku 4 listopada 1982. Był żonaty z Mieczysławą (1917-1998).
Biogram Mariana Killara wydano w publikacji pt. Ci, którzy odeszli. Biografie profesorów i zasłużonych pracowników. 40 lat AMB 1950-1990.

## Publikacje
- Studium medyczne przy Akademii Medycznej w latach 1952-1960 (w: „Roczniki Akademii Medycznej w Białymstoku”, R. 6, 1960)[42]
- Służba zdrowia w II wojnie światowej. Praca zbiorowa pod redakcją Jerzego Urwanowicza (1985, opracowanie dotyczące odbudowy służby zdrowia na Białostocczyźnie po 1945; wraz z M. Pankiem)[43]

## Odznaczenie
- Odznaka honorowa „Za wzorową pracę w służbie zdrowia” (12 października 1953)[44]